# جوزيف كليفورد فنتون
جوزيف كليفورد فنتون (بالإنجليزية: Joseph Clifford Fenton)‏ هو قسيس أمريكي، ولد في 16 يناير 1906، وتوفي في 7 يوليو 1969.